# Ulica 28 Czerwca 1956 r.
Ulica 28 Czerwca 1956 r. – ulica w Poznaniu biegnąca od Rynku Wildeckiego w kierunku południowym, na obszarach dwóch jednostek pomocniczych Osiedle Zielony Dębiec i Osiedle Wilda.

## Znaczenie, numeracja i historia
Od skrzyżowania z ulicą Dolna Wilda do węzła autostradowego „Poznań Luboń” stanowi fragment drogi wojewódzkiej nr 430. Odcinek ten bywa błędnie przypisywany do ulicy Dolna Wilda. Natomiast na odcinku od ul. Wierzbięcice do ul. Hetmańskiej posiada kategorię drogi powiatowej, leżąc w ciągu drogi o numerze 5810P. Jest także zaliczana do ulic tzw. układu podstawowego.
W latach 1986–1998 w całości zaliczana była do dróg wojewódzkich .
Numery porządkowe nieruchomości ustalone są łącznie dla ulic: Półwiejskiej, Górnej Wildy oraz 28 Czerwca 1956 r., kiedy w latach 1951–1979 stanowiły jedną ulicę Feliksa Dzierżyńskiego.
Na ulicy rozpoczął się protest robotników – Poznański Czerwiec 1956. 28 czerwca 1956, o godzinie 6:15 pochód pracowników ZISPO (H. Cegielski) wyruszył z bramy W-3 i podążył ulicą Dzierżyńskiego ku targom i centrum. O 6:30 otwarto bramy po zachodniej części ulicy, a potem do robotników Cegielskiego przyłączali się pracownicy innych zakładów. Podczas pochodu zrzucono tablicę z nazwą Zakładów im. Stalina.

## Nazwa ulicy
Do 1919 obecna ulica 28 Czerwca 1956 r. oraz ulica Górna Wilda nosiły nazwę Kronprinzenstrasse (ul.  Następcy Tronu), w latach 1919–1939: Górna Wilda oraz Dębiecka, 1939–1945: Schwabenstrasse, 1945–1951: Ignacego Daszyńskiego, a w latach 1945–1981: Feliksa Dzierżyńskiego. 2 czerwca 1981 wydzielono fragment dotychczasowej ulicy i nadano jej nazwę 28 Czerwca 1956 r., która upamiętnia Poznański Czerwiec.

## Obiekty położone przy ulicy
- Rynek Wildecki
- Kościół Maryi Królowej
- Ortopedyczno-Rehabilitacyjny Szpital Kliniczny nr 4
- willa Brunona Hermanna,
- Collegium im. Hipolita Cegielskiego
- H. Cegielski – Poznań
- Stadion na Dębcu
- Kolonia robotników kolejowych na Wildzie
- Kościół Świętej Trójcy
- Technikum nr 19 im. Marszałka Józefa Piłsudskiego
- Fort IXa

## Komunikacja miejska
Ulicą kursują liczne linie tramwajowe oraz autobusowe, obsługiwane na zlecenie ZTM Poznań. Według stanu na 29 grudnia 2023r. są to następujące połączenia:
- Linie tramwajowe[14]
  -  2 Ogrody ↔ Dębiec PKM
  -  9 Piątkowska ↔ Dębiec PKM
  -  10 Błażeja ↔ Dębiec PKM
  -  19 Połabska ↔ Dębiec PKM

- Linie autobusowe dzienne[13]
  -  149 Dębiec PKM ↔ Górczyn PKM
  -  171 os. Dębina ↔ os. Wichrowe Wzgórze
  -  176 os. Dębina ↔ Garbary PKM

- Linie autobusowe nocne[15]
  -  215 os. Dębina[a] ↔ Osiedle Sobieskiego

- Linie autobusowe podmiejskie[13][15]
  -  602 Dębiec PKM ↔Łęczyca/Dworcowa
  -  603 Garbary PKM ↔ Łęczyca/Dworcowa
  -  610 Dębiec PKM ↔ Górczyn PKM
  -  651 Dębiec PKM ↔ Mosina/Dworzec Kolejowy[b]